# Milla Jovovich

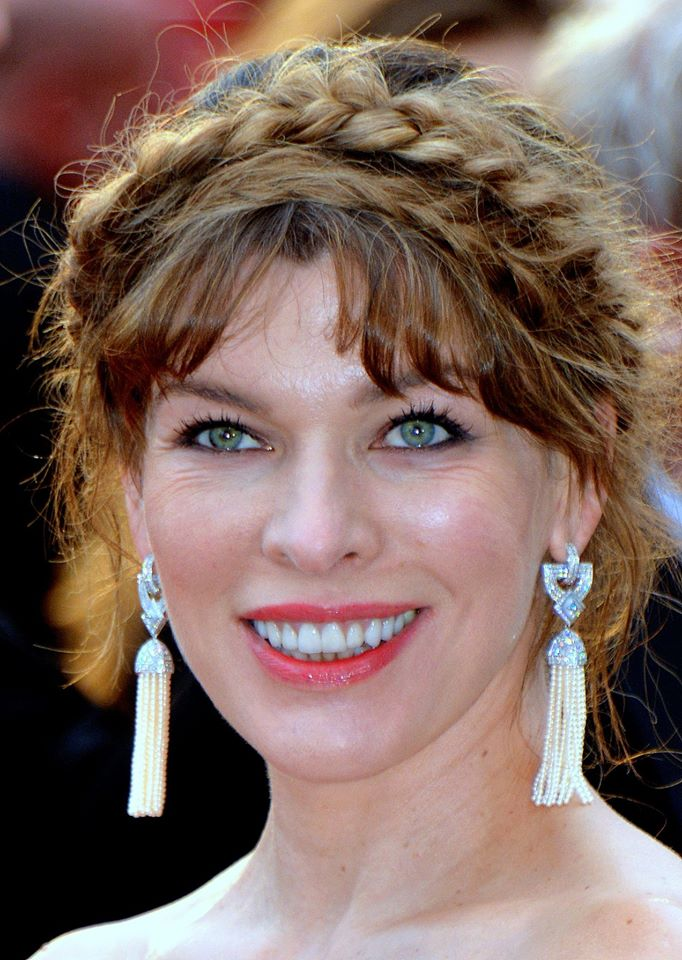
Milla Jovovich (2019)

Milica „Milla“ Jovovich [ˈjɔvɔvit͡ʃ] (* 17. Dezember 1975 in Kiew, Ukrainische SSR, Sowjetunion, ukrainisch Милиця Богданівна Йовович, serbisch Милица Јововић Milica Jovović) ist eine US-amerikanische Schauspielerin und Model. Bekannt wurde sie nach Erfolgen in den Filmen Das fünfte Element und Johanna von Orleans, aber besonders für ihre Hauptrolle in der Filmreihe Resident Evil.

## Leben
Milla Jovovich wurde als Tochter des aus Montenegro (damals SFR Jugoslawien) stammenden serbischen Arztes Bogić und der russischen Schauspielerin Galina Loginova Jovović geboren.
Als Jovovich fünf Jahre alt war, emigrierte ihre Familie 1981 aus politischen Gründen aus der Sowjetunion nach London. Anschließend gingen sie in die Vereinigten Staaten und lebten im kalifornischen Sacramento, bevor sie sieben Monate später nach Los Angeles zogen. Kurze Zeit später trennten sich ihre Eltern. Ihr 1988 geborener Halbbruder Marco ging aus einer Beziehung ihres Vaters mit einer Argentinierin hervor.
Jovovich heiratete im Alter von 16 Jahren ihren Filmpartner Shawn Andrews, mit dem sie für den Film Confusion – Sommer der Ausgeflippten zusammengearbeitet hatte. Die Ehe wurde jedoch nach nicht ganz zwei Monaten auf Antrag ihrer Mutter annulliert.
Jovovich besitzt seit 1994 die US-amerikanische Staatsbürgerschaft. Im selben Jahr erhielt sie einen Vertrag bei EMI Records und veröffentlichte unter diesem Label ihr erstes Album The Divine Comedy, das sie bereits im Alter von 15 Jahren geschrieben und mit 16 Jahren aufgenommen hatte. Es bekam einige gute Kritiken, blieb jedoch hinter den Erwartungen zurück. Das Konzert im texanischen Austin am 16. Dezember 1994 – also einen Tag vor ihrem 19. Geburtstag – wurde live aufgenommen.
Von 1997 bis 1999 war Jovovich mit Luc Besson verheiratet, der mit ihr 1997 und 1999 als Regisseur an den Filmen Das fünfte Element und Johanna von Orleans zusammenarbeitete.
Im März 2003 verlobte sie sich mit dem Regisseur Paul W. S. Anderson, den sie bei den Dreharbeiten zum ersten Resident-Evil-Film kennengelernt hatte und den sie am 22. August 2009 heiratete. Am 3. November 2007 kam die älteste Tochter Ever Gabo Anderson zur Welt, die als Kinderdarstellerin und Model aktiv ist, am 1. April 2015 bekam das Paar eine weitere Tochter namens Dashiel Edan, und am 2. Februar 2020 wurde die dritte Tochter Osian Lark Elliot geboren.
Jovovich spricht neben Englisch und Russisch auch Serbisch.

## Modelkarriere
Im Alter von neun Jahren begann sie zu modeln und wurde von der Modelagentur Prima unter Vertrag genommen. Als Jovovich elf war, wurde der Fotograf Richard Avedon auf sie aufmerksam. Avedon war zu dieser Zeit Marketingleiter bei Revlon und entschied, sie zusammen mit den Models Alexa Singer und Sandra Zatezalo als Most Unforgettable Women in the World abzulichten. 1987 machten die Fotografen Gene Lemuel und Peter Duke Polaroids von der zwölf Jahre alten Jovovich. Lemuel zeigte die Fotos später Herb Ritts. Ritts war von den Fotos so beeindruckt, dass er sie für das Cover des italienischen Fashion-Magazins Lei fotografieren ließ. Dies war das erste von vielen Covern ihrer Karriere. Jovovich löste zusammen mit anderen Models eine heftige öffentliche Debatte zum Thema Kinder als Fotomodelle aus.
Später war sie auf dem Cover von The Face zu sehen, was zu neuen Aufträgen und Covern in der Vogue und dem Cosmopolitan führte. Seither war Jovovich auf über 100 Covern zu sehen, unter anderem für die Zeitschriften Mademoiselle, Glamour, Harper’s Bazaar und InStyle.
Während ihrer Modelkarriere war sie in Kampagnen für Banana Republic, Christian Dior, Donna Karan, Gap, Versace, Calvin Klein, DKNY, Giorgio Armani, H&M, und Revlon tätig. Seit 1998 ist sie eine internationale Botschafterin für L’Oréal. Außerdem hatte sie einen Cameo-Auftritt in Bret Easton Ellis’ Roman Glamorama, einer Satire über die High Society.
In einem Artikel, der im Jahr 2002 veröffentlicht wurde, wird sie als die Muse von Miuccia Prada bezeichnet und in einem Artikel aus 2003 im Harpers-&-Queen-Magazin nennt man sie Gianni Versaces Lieblings-Supermodel.
Milla Jovovich war zudem das Gesicht der Mercedes-Benz Fashion Week anno 2011 in Berlin und die Protagonistin des Campari-Kalenders 2012. 1998 und 2012 erschien ihr Bild im Pirelli-Kalender.

## Schauspielkarriere

### Frühe Karriere (1985–1993)
Jovovichs Mutter unterstützte sie bei dem Vorhaben, Schauspielerin zu werden, und so wurde Jovovich im Jahr 1985 bei einer professionellen Schauspielschule in Kalifornien eingeschrieben. 1988 spielte sie ihre erste professionelle Rolle in dem Fernsehfilm The Night Train to Kathmandu als Lily McLeod. Im selben Jahr hatte sie eine kleine Rolle als Samantha Delongpre in dem Kinofilm Two Moon Junction. Daraufhin folgten Rollen in den Fernsehserien Paradise (1988), in der vierten Staffel von Eine schrecklich nette Familie (1989) und Parker Lewis – Der Coole von der Schule (1990). Ein Jahr später erhielt sie eine Hauptrolle in Rückkehr zur blauen Lagune. In der Presse wurde sie aus diesem Grund als slawische Brooke Shields bezeichnet, die der Star im Originalfilm Die blaue Lagune war. Milla Jovovich wurde für den Film im Jahr 1992 für den Young Artist Award wie auch für den Negativ-Filmpreis Goldene Himbeere nominiert.
1992 spielte sie an der Seite von Christian Slater in der Komödie Kuffs und ergatterte eine kleine Rolle in der Filmbiografie Chaplin. Im Jahr danach spielte sie in dem Kultfilm Dazed and Confused als Michelle Burroughs die Freundin von Pickford (Shawn Andrews), der während der Dreharbeiten auch im echten Leben zu ihrem Freund wurde.

### Der Durchbruch (1997–2001)

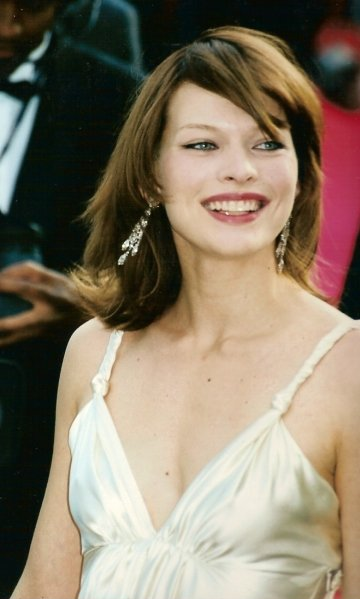
Jovovich bei den Filmfestspielen von Cannes 2000

1997 heiratete sie Luc Besson, den Regisseur des Science-Fiction-Filmes Das fünfte Element, in dem Jovovich in der weiblichen Hauptrolle neben Bruce Willis und Gary Oldman ihren Durchbruch schaffte. Für die Rolle hatte Jovovich eine Aliensprache mitentwickelt und gelernt. Außerdem trug sie ein Kostüm, das als „ACE-bandage“-Kostüm bekannt wurde. Das Kostüm bestand aus einem offenherzigen Ganzkörperanzug aus medizinischen Bandagen und wurde von Jean Paul Gaultier gestaltet. Der Film war der Eröffnungsfilm beim Cannes Film Festival und spielte insgesamt 263 Millionen US-Dollar ein. Jovovich wurde für den Film für den Blockbuster Entertainment Award, den Saturn Award, den MTV Movie Award (für die Beste Kampfszene) und den Negativpreis die Goldene Himbeere nominiert. In einem Interview im Jahr 2003 verriet sie, dass die Rolle der Leeloo ihre Lieblingsrolle war.
1998 hatte sie eine Rolle in Spike Lees Drama Spiel des Lebens, in dem sie die misshandelte Prostituierte Dakota Burns spielte. 1999 war Jovovich im Musikvideo If you can’t say no von Lenny Kravitz zu sehen. Im selben Jahr verkörperte sie unter der Regie von Luc Besson die französische Nationalheldin und Heilige Johanna von Orleans in dem gleichnamigen Film. Im Jahr 1999 wurde die Ehe mit Besson wieder geschieden. Obwohl sie für den Film insgesamt gute Kritiken erhielt, wurde sie auch für diese Rolle für die Goldene Himbeere nominiert.
Im Jahr 2000 spielte sie in Wim Wenders’ Thriller The Million Dollar Hotel die Eloise. Der Film basiert auf einem Drehbuch von Bono der Band U2 und Nicholas Klein. Jovovich sang auch einige Lieder des Soundtracks zu dem Film. Danach spielte sie die Barbesitzerin Lucia in dem britischen Western Das Reich und die Herrlichkeit (2000) und die teuflische Katinka in der Komödie Zoolander (2001).

### Internationaler Erfolg (ab 2002)

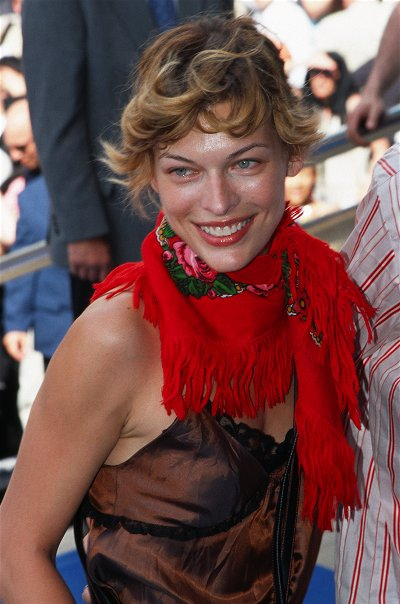
Jovovich bei den Filmfestspielen von Cannes 2002

2002 war Jovovich der Star in dem Film Resident Evil, basierend auf der gleichnamigen Videospielreihe. Sie spielte die Alice und kämpfte gegen Zombies und die teuflische Umbrella Corporation. Sie nahm die Rolle an, weil ihr Bruder und sie Fans der Videospielreihe waren. Außer einer Szene, in der sie auf eine Zementplattform springen musste, machte sie alle Stunts in dem Film selbst. Vor dem Film trainierte sie Karate, Kickboxen und weitere Kampfsportarten. Der Film war mit einem Einspielergebnis von 102 Millionen US-Dollar ein großer kommerzieller Erfolg. Sie übernahm auch die Hauptrolle in den weiteren Teilen der Filmreihe.
Die Model- und Werbearbeit gab Jovovich die notwendige finanzielle Sicherheit, um sich einige Freiheiten bei ihrer Filmwahl zu verschaffen. Von Kritikern gelobte Filme wie No Good Deed und Dummy wurden zumeist nur auf Filmfestivals gezeigt und auf DVD veröffentlicht. Die Rolle der Fangora in Dummy gab Jovovich die Möglichkeit mit dem Oscar-Gewinner Adrien Brody zu drehen, der bereits vor dem Film ein Freund von ihr war.
2003 tauchte Jovovich auf dem Soundtrack zum Film Underworld mit dem Titel Rocket Collecting auf.
2004 schlüpfte Jovovich wieder in die Rolle der Alice in der Fortsetzung zu Resident Evil namens Resident Evil: Apocalypse. Für die Rolle musste sie täglich drei Stunden trainieren, in den drei Monaten vor dem Film hatte sie Schieß- und Kampftraining. Die Fortsetzung erhielt schlechtere Kritiken als der erste Teil, hatte aber einen größeren kommerziellen Erfolg. Im folgenden Jahr war sie in einem Remake von Gore Vidals Caligula als Drusilla, Schwester von Caligula, zu sehen. 2006 war sie in dem Science-Fiction Ultraviolet zu sehen. Sie spielte als Violet Song jat Shariff die Hauptrolle in diesem Action-Film, in dem sie viele Kampfszenen zu bewältigen hatte. Im selben Jahr war sie zusammen mit dem englischen Schauspieler und DJ Matt Maurice auch der Star in dem Kinofilm Kaliber 45 als Kat, eine von Rache getriebene Freundin eines Waffen- und Drogendealers.
Den dritten Teil der Resident-Evil-Reihe, Resident Evil: Extinction, drehte Jovovich im Jahr 2007. Der Film spielte am Eröffnungswochenende in den Vereinigten Staaten bereits 24 Millionen US-Dollar ein. Aufgrund der schlechten Kritiken der ersten beiden Filme wurde der dritte Teil vor dem offiziellen Kinostart keinen Filmkritikern vorgeführt.

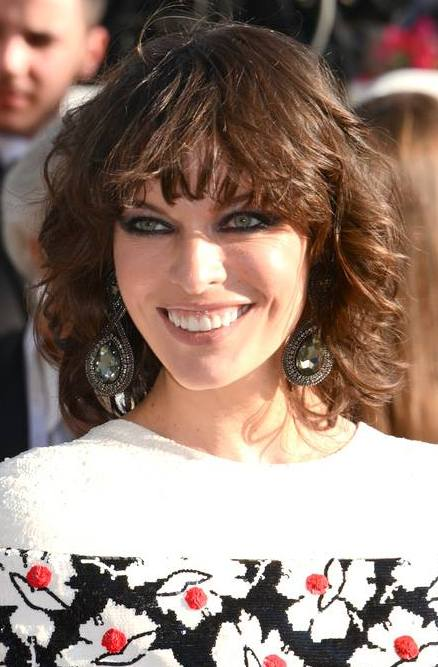
Jovovich bei den Filmfestspielen von Cannes 2013

2009 kam der Spielfilm A Perfect Getaway in die Kinos, in dem Jovovich zusammen mit Kiele Sanchez, Timothy Olyphant, und Steve Zahn vor der Kamera stand. Sie spielte den weiblichen Teil eines frisch verheirateten Pärchens in den Flitterwochen. Danach spielte sie Lucetta, die Frau eines inhaftierten Brandstifters neben Robert De Niro in Stone (2010). Die Dreharbeiten starteten im Mai 2009 und fanden in der 2007 geschlossenen Southern Michigan Correctional Facility in Jackson, Michigan statt. Im Science-Fiction-Thriller Die vierte Art spielte sie die Dr. Abigail Tyler. Der Film ist im Stil eines Mockumentary gehalten. Von den Filmmachern wird behauptet, dass der Film angeblich auf wahren Begebenheiten beruht, die von Tonband- und Filmaufnahmen gestützt werden, die von der Psychologin Dr. Abigail Tyler und ihren Patienten von Geschehnissen im Oktober 2000 in Nome, Alaska gemacht wurden.
Im November 2009 veröffentlichte Jovovich zusammen mit Puscifer das Musikvideo The Mission, in dem sie singt. Gleichzeitig veröffentlichte Puscifer die EP C Is For (Please Insert Sophomoric Genitalia Reference Here), auf der sich das Lied befindet.
2010 kehrte Jovovich als Alice im vierten Teil der Resident-Evil-Saga zurück. Resident Evil: Afterlife, von ihrem Ehemann Paul W. S. Anderson produziert, wurde als erster Film der Reihe komplett in 3D gedreht. Außerdem ist sie neben Juno Temple, William H. Macy, Mary Steenburgen und Tim McGraw in Dirty Girl zu sehen, der am 12. September 2010 auf dem Toronto International Film Festival Premiere feierte.
2011 war Jovovich als Milady de Winter in Die drei Musketiere zu sehen, der ebenfalls von ihrem Ehemann produziert und inszeniert wurde. Neben Konstantin Jurjewitsch Chabenski und Ivan Urgant spielt sie eine weitere Hauptrolle in der russischen Beziehungskomödie Vykrutasy, die am 17. Februar 2011 in Russland Premiere feierte.
2012 folgte mit Resident Evil: Retribution ein weiterer Teil der Resident-Evil-Saga. Erneut übernahm ihr Ehemann die Regie. Im Folgejahr trat sie nicht als Schauspielerin in Erscheinung, seit 2014 spielt sie in jedem Jahr in mindestens einem Film mit. 2016 spielte sie im letzten Teil der Resident-Evil-Reihe abermals die Hauptrolle und vollendete diese als Protagonistin in allen sechs Teilen.

## Diskografie

### Alben
- 1994: The Divine Comedy
- 1998: The People Tree Sessions

### Singles
- 1994: Gentleman Who Fell
- 1994: Bang Your Head
- 1994: It's Your Life

## Modelabel
2004 gründeten Jovovich und ihre Modelkollegin Carmen Hawk das Modelabel Jovovich-Hawk. Sie eröffneten am 13. September 2005 eine eigene Boutique in New Yorks Greenwich Village. Das Modelabel existierte vier Jahre, wobei viele Kleider des Labels vom Designer Gerardo Reyes kreiert wurden. Das Studio war in Los Angeles, aber Stücke konnten auch bei Fred Segal in Los Angeles, Harvey Nichols, und in über 50 Geschäften rund um die Welt gekauft werden. Die Vogue schreibt darüber Folgendes: Zarte Stoffe und viele Ornamente verleihen den Trägerinnen dieser Mode einen feenhaften Look.
Im November 2006 nominierten die Council of Fashion Designers of America (CFDA) und die US-Vogue das Jovovich-Hawk Label für den CFDA/Vogue Fashion Fund Award. Jovovich-Hawk kam bis ins Finale, den Hauptpreis gewann allerdings Doo-Ri Chung.
2007 designten Jovovich und Hawk das Kostüm für Jovovichs Figur in Resident Evil: Extinction. Die Shorts, die Alice, ihre Filmfigur, trägt, ist eine Variante der Alice-Star-Shorts aus der Frühjahr-2007-Kollektion. Ende 2008 entschieden Jovovich und Hawk einvernehmlich, das Unternehmen aufgrund des Zeitaufwandes aufzugeben. Jovovich erklärte: „Ich bin eine Künstlerin. Ich bin nicht jemand, der mit Versandkosten und Steuern umgehen kann.“

## Filmografie (Auswahl)
- 1988: Two Moon Junction
- 1988: Das Geheimnis der unsichtbaren Stadt (The Night Train to Kathmandu)
- 1989: Eine schrecklich nette Familie (Married… with Children, Fernsehserie, Folge: Her mit den kleinen Französinnen)
- 1990: Johanna von Orleans
- 1990: Parker Lewis – Der Coole von der Schule (Pilotfolge)
- 1991: Rückkehr zur blauen Lagune (Return to the Blue Lagoon)
- 1992: Chaplin
- 1992: Kuffs – Ein Kerl zum Schießen (Kuffs)
- 1993: Confusion – Sommer der Ausgeflippten (Dazed and Confused)
- 1997: Das fünfte Element (The Fifth Element)
- 1998: Spike Lee’s Spiel des Lebens (He Got Game)
- 1999: Johanna von Orleans (The Messenger: The Story of Joan of Arc)
- 2000: The Million Dollar Hotel
- 2000: Das Reich und die Herrlichkeit (The Claim)
- 2001: Zoolander
- 2002: Dummy
- 2002: Resident Evil
- 2002: No Good Deed (The House on Turk Street)
- 2002: You Stupid Man (Love Birds)
- 2004: Resident Evil: Apocalypse
- 2006: Kaliber 45 (.45)
- 2006: Ultraviolet
- 2007: Resident Evil: Extinction
- 2008: Palermo Shooting
- 2009: A Perfect Getaway
- 2009: Die vierte Art (The Fourth Kind)
- 2010: Resident Evil: Afterlife
- 2010: Stone
- 2010: Dirty Girl
- 2011: Die drei Musketiere (The Three Musketeers)
- 2011: Lucky Trouble – Der Trainer will heiraten (Выкрутасы)
- 2011: Faces in the Crowd
- 2011: Ein fast perfektes Verbrechen (Bringing up Bobby)
- 2012: Resident Evil: Retribution
- 2014: Anarchie (Cymbeline)
- 2015: Survivor
- 2015: Savva – Ein Held rettet die Welt (A Warrior's Tail)
- 2016: Zoolander 2
- 2016: Resident Evil: The Final Chapter
- 2017: Shock and Awe
- 2018: Future World
- 2019: Paradise Hills
- 2019: Hellboy – Call of Darkness (Hellboy)
- 2019: The Rookies
- 2020: Monster Hunter
- 2025: In the Lost Lands (auch Produktion)

## Auszeichnungen
Scream Award
- 2008: Beste Science-Fiction-Darstellerin in Resident Evil: Extinction
- 2010: Nominierung als Beste Horror-Darstellerin in Die vierte Art
- 2011: Beste Science-Fiction-Darstellerin in Resident Evil: Afterlife

Saturn Award
- 1998: Nominierung als Beste Nebendarstellerin in Das fünfte Element
- 2003: Nominierung als Beste Hauptdarstellerin in Resident Evil

Blockbuster Entertainment Award
- 1998: Nominierung als Beliebtester weiblicher Newcomer in Das fünfte Element

Goldene Himbeere
- 1992: Nominierung als Schlechtester Newcomer in Rückkehr zur blauen Lagune
- 1998: Nominierung als Schlechteste Nebendarstellerin in Das fünfte Element
- 2000: Nominierung als Schlechteste Schauspielerin in Johanna von Orleans
- 2013: Nominierung als Schlechteste Schauspielerin in Resident Evil: Retribution

Hollywood Spotlight Award
- 2010: Beste Schauspielerin in Stone

MTV Movie Award
- 1998: Nominierung in der Kategorie Beste Kampfszene für Leeloo vs. Aliens in Das fünfte Element

Teen Choice Award
- 2012: Nominierung in der Kategorie Choice Movie Actress: Action in Die drei Musketiere

Young Artist Award
- 1991: Nominierung als Beste junge Hauptdarstellerin in einem Spielfilm in Rückkehr zur blauen Lagune